# Diseño de moda
El diseño de moda se encarga de la creación de ropa y de accesorios en función de las influencias culturales y sociales de un período específico. Representa el estilo e idea del creador, según su talento y sus conocimientos. No debe confundirse con el corte y confección ni tampoco con la sastrería, pues, aunque el diseño de moda esté muy ligado a ambos, estos dos últimos se consideran más un oficio que una actividad artística. De acuerdo con una revista sobre patrimonio cultural del 2013 la Moda es una de las expresiones culturales de los pueblos y manifestación de los modos de vida, de los valores sociales  y predominantes  en la sociedad de cada época.

## Características
El diseño de modas difiere del diseño de vestuario debido al hecho de que su producto principal tiende a quedar obsoleto después de una o dos temporadas, usualmente. Una temporada está definida como otoño invierno o primavera verano. Se considera generalmente que el diseño de modas nació en el siglo XIX con Charles Frederick Worth, que fue el primero en coser a las prendas una etiqueta con su nombre. Mientras todos los artículos de vestimenta de cualquier período de la historia son estudiados por los académicos como diseño de vestuario, sólo la ropa creada después de 1858 puede ser considerada como diseño de modas.
Los diseñadores de modas diseñan ropa y accesorios. Algunos diseñadores de alta costura son independientes laboralmente y diseñan para clientes individuales. Otros cubren las necesidades de tiendas especializadas o de tiendas de departamentos de alta costura. Estos diseñadores crean prendas originales, así mismo como los que siguen tendencias de moda establecidas. Sin embargo, la mayoría de los diseñadores de modas trabajan para fabricantes de ropa, creando diseños para hombres, mujeres y niños en el mercado masificado. Las marcas de diseñador que tienen un 'nombre', tales como Calvin Klein o Ralph Lauren son generalmente diseñadas por un equipo de diseñadores individuales bajo la dirección de un director de diseño.

## Historia del diseño de modas
Desde los años 90 se inician estudios sobre el vestido, cuyo objeto material es la prenda en sí,  con análisis morfológicos dedicados a sus diversas aplicaciones, como los zapatos, los bolsos, las gafas o la vestimenta deportiva, que se aproximan a las tipologías de producto. Sin embargo son escasos los estudios en los que dicho objeto interactúa con el usuario, bien por su funcionalidad, sus adherencias o desahogos, el grado de confort necesario, o sus principios de invisibilidad, entre otros. 
El mercado, tanto de la confección como de los accesorios y de los campos afines, está configurado dentro del sistema de la moda para multiplicar los productos de forma exponencial a partir de la especialización de los eslabones de la cadena productiva construida por los subsectores de las fibras, el textil, confección y la distribución. 
Estructurar un diseño de vestimenta implica ir a su origen, estudiar al hombre, sus necesidades y sus relaciones con el ámbito del vestuario, además de darle a la vestimenta una configuración definida de aplicación en el diseño especializado. Desde esta óptica se plantean algunas características para profundizar en la prenda como objeto de diseño, a partir de las necesidades del usuario en relación con el acto de vestir, que permiten abordar un estudio humanizado de la vestimenta y proponer orientaciones a las metodologías dentro del sistema de la moda.

### Comienzos de la alta costura
El primer diseñador de modas que no era simplemente un modisto fue Charles Frederick Worth (1826–1895). Antes de que estableciera su maison couture (casa de modas) en París, el diseño y creación de ropa era manejado por un gran número de modistas anónimas, y la alta moda estaba basada en los estilos usados en cortes reales. El éxito de Worth fue tal que pudo ordenar a sus clientes lo que debían usar, en lugar de seguir su dirección como los modistos solían hacer. El término couturier (costurero) fue, de hecho, acuñado para referirse a él. Fue durante este período que muchas casas de modas comenzaron a contratar artistas para bosquejar o pintar diseños de prendas. Las imágenes por sí mismas podían ser presentadas a los clientes de forma mucho más económica que produciendo una prenda de muestra en el taller de trabajo. Si al cliente le gustaba la prenda, ésta era ordenada y pagada. Por lo tanto, la tradición de bocetos de prendas comenzó como un método de las casas de modas para economizar.

### Comienzos delsigloXX
A lo largo de los primeros años del siglo XX, prácticamente toda la alta moda se originó en París y en menor medida en Londres. Las revistas de modas de otros países enviaban editores a los espectáculos de moda de París. Las tiendas de departamentos enviaban compradores a los desfiles de París, donde compraban prendas para copiar (y robaban abiertamente las líneas de estilo y el corte de otras). Tanto en los talleres que fabricaban trajes sobre medidas como las tiendas de ropa lista para usarse (prêt à porter) aparecían las últimas modas de París, adaptadas a las características económicas y cotidianas de los clientes de las tiendas.
En este momento la división entre alta costura y ropa lista para usarse no estaba todavía claramente definida. Los dos modos independientes de producción todavía no llegaban a ser competidores, y, de hecho, coexistían en casas donde las modistas elaboraban prendas de ambos modos.
En los primeros años del siglo las revistas comenzaron a incluir también fotografías de los conjuntos y se volvieron aún más influyentes que en el pasado. En las ciudades alrededor del mundo estas revistas tenían un gran efecto en el gusto público y eran muy solicitadas. Ilustradores talentosos como Paul Iribe, Georges Lepape, Erté, y George Barbier dibujaban cuadros de modas exquisitos para estas publicaciones, que cubrían los más recientes desarrollos en moda y belleza. Tal vez la revista de moda más famosa del momento era La Gazette du bon ton, que había sido fundada en 1912 por Lucien Vogel y regularmente publicada hasta 1925, con la excepción de los años de la guerra.

### Mediados de siglo
La Segunda Guerra Mundial creó muchos cambios radicales en la industria de la moda. Después de la guerra la reputación de París como centro mundial de la moda comenzó a declinar, y las modas de confección y manufacturación de masa acrecentaron su popularidad. Un nuevo estilo para la juventud surgió en los 1950's, cambiando el enfoque de la moda para siempre. Mientras la instalación de calefacción central se expandía, lo hacía también la era de prendas de mínimo cuidado, surgiendo así textiles más ligeros y los sintéticos.
Enfrentando la amenaza de productos de moda prefabricados, la alta costura de París se defendió, pero con poco efecto, en cuanto no podía evitar que la moda se colara en las calles. En poco tiempo, enteras categorías de mujeres hasta ahora restringidas a suplantaciones inferiores de la alta costura disfrutarían una gran variedad y libertad de elección. Tratando con volúmenes mayores de productos, los ciclos de producción eran mucho más largos que los de los talleres de costura, lo que significaba que los diseñadores que planeaban colecciones dos veces al año, debían adivinar con más de un año de anticipación lo que sus clientes podían querer.

### Últimas décadas del siglo
Durante las últimas décadas del siglo las modas comenzaron a cruzar los límites internacionales rápidamente. Los estilos populares occidentales fueron adoptados alrededor de todo el mundo, y muchos diseñadores que no eran occidentales tuvieron un alto impacto en la moda. Materiales sintéticos como la lycra, el spandex y la viscosa fueron ampliamente usados y la moda, después de dos décadas de mirar al futuro, volvió a buscar en sus raíces para encontrar elementos de innovación.

## Tipos de diseño de moda
Hay tres tipos principales de diseño de modas, aunque pueden ser divididos en otras categorías más específicas:

### Alta costura
El tipo de moda que predominó hasta los 1950s fue la moda "hecha a medida" o haute couture (Francés para alta costura). El término "hecho a la medida" puede ser usado para cualquier prenda que sea creada para un cliente en particular. Alta costura, sin embargo, es un término protegido que puede ser usado solamente por compañías que cumplen ciertos estándares bien definidos por la Chambre Syndicale de la Couture. No obstante, muchas marcas de ropa "lista para usar" e incluso de mercado de masa afirman crear alta costura, lo que según los estándares, es falso. Una prenda de alta costura está hecha por orden de un cliente individual, y está hecha usualmente de textiles costosos de alta calidad, confeccionada con extrema atención en los detalles y el acabado, generalmente usando técnicas a mano que toman mucho tiempo.

### Moda lista para usar
La moda lista para usar (o Prêt-à-porter) es un punto medio entre alta costura y mercado de masa. No está hecha para clientes individuales, pero se toma gran cuidado en la elección y el corte de la tela. La ropa está confeccionada en pequeñas cantidades para asegurar la exclusividad, por lo cual es más bien costosa. Las colecciones de prendas listas para usar son usualmente presentadas por casas de modas en cada temporada durante un período conocido como Fashion Week (semana de la moda) que toma lugar dos veces al año.

### Mercado de masa
Actualmente la industria de moda cuenta sobre todo con las ventas del mercado de masa. El mercado de masa cubre las necesidades de un amplio rango de clientes, produciendo ropa lista para usar en grandes cantidades y tamaños estándar. Materiales baratos usados creativamente producen moda asequible. Los diseñadores de mercado de masa generalmente adaptan las modas establecidas por los nombres famosos en el área de la moda. Esperan generalmente una temporada para asegurarse de que un determinado estilo tendrá éxito antes de producir sus propias versiones de éste. Para ahorrar tiempo y dinero, usan textiles más baratos y técnicas de producción más simples que pueden ser fácilmente ejecutadas por una máquina. El producto final puede ser vendido a un precio mucho más bajo que un producto de cualquiera de los otros dos métodos de producción.

## Tecnología aplicada al diseño de moda
Diseño de moda por ordenador, Computer Aided Fashion Design (CAFD), Diseño de moda por computadora, Computer Aided Apparel Design o Diseño Digital de Moda,
son formas distintas de denominar la utilización de la tecnología informática para la creación de un diseño de moda. Progresivamente, el diseñador / figurinista
/ estilista de moda ha sabido incorporar el ordenador y los programas de diseño en su metodología de trabajo, introduciendo en su proceso creativo herramientas y técnicas de diseño digitales.

## Diseñadores de moda más reconocidos
De acuerdo con un artículo en Fullchola creado en 2016 los 10 diseñadores de modas más famosos del mundo corresponden a.
- Valentino (1932) -Voghera, Lombardía (Italia).
- Karl Lagerfeld (1938) - Hamburgo (Alemania).
- John Galliano (1960).
- Dolce & Gabanna (Domenico Dolce y Stefano Gabbana). (1980).
- Giorgio Armani (1934). Piacenza (Italia).
- Carolina Herrera (1939). Caracas (Venezuela).
- Jean Paul Gaultier (1952). Arcueil (Francia).
- Donatella Versace (1955). Reggio di Calabria (Italia)
- Christian Dior (1957). Granville (Francia)
- Óscar de la Renta (1932). Santo Domingo, República Dominicana.